# Inzidenz (Epidemiologie)
In der Epidemiologie und medizinischen Statistik bezeichnet Inzidenz (von lateinisch incidere ‚vorfallen, sich ereignen‘) die relative Häufigkeit von Ereignissen – insbesondere von neu auftretenden Krankheitsfällen – in einer Population oder Personengruppe innerhalb einer bestimmten Zeitspanne. Für gewöhnlich wird der Begriff Inzidenz für das Auftreten von Erkrankungen verwendet, kann jedoch auch auf Infektionen oder andere Ereignisse angewendet werden.
Die Inzidenz einer Krankheit in einer Bevölkerung wird im einfachsten Fall ausgewiesen als die Zahl der Neuerkrankungen, die in einem Jahr pro 100.000 Menschen auftreten. Sie ist neben der Prävalenz – dem Anteil der Kranken in einer Bevölkerung – ein Maß für die Morbidität in einer Bevölkerung. Genau definierte Maßzahlen der Inzidenz sind die kumulative Inzidenz, die Inzidenzdichte und die Inzidenzrate. Die Inzidenz von Todesfällen wird Mortalität genannt. Die im Folgenden am Beispiel des Menschen beschriebene Inzidenz ist auch eine nützliche Größe zur Überwachung von Tierbeständen.

## Inzidenzmaße

### Kumulative Inzidenz
Die kumulative Inzidenz (englisch cumulative incidence, daher oft mit CI abgekürzt; hier vereinfacht mit C), auch Inzidenzanteil einer Krankheit in einer Bevölkerung, gibt den Anteil der Menschen an, die in einer definierten Zeitspanne {\displaystyle \Delta t} mindestens einmal an der Krankheit erkranken. Sie kann auch personenbezogen als die Wahrscheinlichkeit interpretiert werden, mit der eine Person aus der betrachteten Bevölkerung in der definierten Zeitspanne mindestens einmal an der betrachteten Krankheit erkrankt. Die kumulative Inzidenz wird deshalb auch Inzidenzrisiko (oder einfach Risiko) genannt.
{\displaystyle {\text{kumulative Inzidenz}}=C={\frac {N_{\text{I}}}{N_{0}}}}
Hierbei sind
- {\displaystyle N_{\text{I}}}: die Anzahl der Personen (Individuen), die innerhalb der Zeitspanne {\displaystyle \Delta t} neu erkranken, und
- {\displaystyle N_{0}}: die Anzahl der gesunden Personen zu Beobachtungsbeginn.

Die kumulative Inzidenz ist ein Anteil und nimmt entsprechend einen Wert zwischen 0 und 1 an; sie trägt keine Einheit (insbesondere nicht die Einheit pro Jahr) und ist damit dimensionslos. Die Angabe einer kumulativen Inzidenz ohne Nennung eines Zeitraums ist sinnlos, da die kumulative Inzidenz mit der Zeit wächst. So ist die kumulative Inzidenz für sehr kurze Zeiträume, unabhängig von der Krankheit, nahe Null und strebt mit zunehmender Beobachtungsdauer gegen 1. Wenn kein Zeitraum angegeben ist, ist meistens ein Zeitraum von einem Jahr gemeint. Diese Zeitspanne hat den Vorteil, dass jahreszeitliche Schwankungen sich weitgehend ausmitteln.

#### Vereinigung und Schnitt kumulativer Inzidenzen
Sollen kumulative Inzidenzen für aufeinander folgende Zeiträume zusammengefasst werden, können sie nicht einfach addiert werden. Stattdessen müssen die Gegenwahrscheinlichkeiten (1 − Inzidenz, entsprechend den Wahrscheinlichkeiten, die Teilzeitspannen gesund zu überstehen) multipliziert werden, um die Gegenwahrscheinlichkeit zur kumulativen Inzidenz über den Gesamtzeitraum zu erhalten.
Beispiel:
In einer Gruppe von 200 rauchenden Männern im Alter von 60 bis 80 Jahren, die noch keinen Herzinfarkt hatten, sind während einer Beobachtungszeit von zwei Jahren bei 22 Personen erstmals Herzinfarkte aufgetreten (bei 12 Personen im ersten, bei 10 Personen im zweiten Beobachtungsjahr).
Damit beträgt die kumulative Inzidenz von Herzinfarkten in dieser Gruppe 22⁄200 = 11 % in zwei Jahren. Im ersten Jahr beträgt sie 12⁄200 = 6 %, im zweiten Jahr 10⁄188 ≈ 5,3 %. Es gilt: (1 − 6 %) × (1 − 5,3 %) ≈ 1 − 11 %.
Auf gleiche Weise lässt sich die kumulative Inzidenz für das Eintreten von Ereignis A oder Ereignis B berechnen, wenn die Ereignisse stochastisch unabhängig sind. Die kumulative Inzidenz für das Eintreten von Ereignis A und Ereignis B ist bei stochastischer Unabhängigkeit gleich dem Produkt beider kumulativer Inzidenzen. Sind A und B nicht stochastisch unabhängig, gelten die Regeln für bedingte Wahrscheinlichkeiten. Beispielsweise ist die Wahrscheinlichkeit, einen Herzinfarkt oder einen Schlaganfall zu bekommen, kleiner, als man auf Grundlage des Produkts beider Gegenwahrscheinlichkeiten vermuten würde, weil Herzinfarkt und Schlaganfall ähnliche Risikofaktoren haben und damit überzufällig häufig dieselben Menschen treffen.

#### Bestimmung in Studien
Kumulative Inzidenzen können in Querschnittstudien bestimmt werden, indem man die Studienteilnehmer fragt, ob sie im letzten Jahr an einer bestimmten Krankheit erkrankt sind. Der Anteil der Menschen, der „ja“ antwortet, ist die kumulative Inzidenz. Zu beachten ist dabei, dass viele Krankheiten überproportional häufig im letzten Lebensjahr auftreten, das aber durch die beschriebene Frage oft nicht mehr erfasst wird. Die kumulative Inzidenz tödlicher Krankheiten würde also systematisch unterschätzt (englisch bias) und sollte somit nicht auf diese Weise bestimmt werden. Außerdem können die Angaben der Befragten systematisch von der Wahrheit abweichen.
Kumulative Inzidenzen werden deshalb am besten in prospektiven Studien (Kohortenstudien) bestimmt. Dafür werden bisher nicht erkrankte Menschen rekrutiert, die für die Grundgesamtheit der Nichterkrankten repräsentativ sein sollen. Die Grundgesamtheit wird auch als Population unter Risiko bezeichnet, wenn dieser Teil der Bevölkerung dem Risiko einer Neuerkrankung unterliegt (beispielsweise bei einer Studie zu Prostatakarzinomen sind klarerweise nur Männer die Risikopopulation). Die Studienteilnehmer werden zu Beginn darauf untersucht, ob sie die betrachtete Krankheit wirklich nicht haben. Im Verlauf werden sie erneut auf das Vorliegen der Krankheit getestet, mindestens am Ende des Untersuchungszeitraums {\displaystyle \Delta t} oder bis zum ersten Nachweis der Krankheit. Die Untersuchungszeiträume der einzelnen Studienteilnehmer beginnen dabei aus logistischen Gründen meist nicht alle am gleichen Datum, sondern in der Reihenfolge der Rekrutierung.

#### Umgang mit zensierten Daten
Für die Berechnung der kumulativen Inzidenz nach obiger Formel muss jeder Studienteilnehmer über den gesamten Beobachtungszeitraum nachverfolgt werden. In der Praxis lässt sich jedoch nicht verhindern, dass einzelne Studienteilnehmer, bevor sie erkranken oder der Untersuchungszeitraum endet, sterben oder aus anderen Gründen aus der Studie ausscheiden. Solche alternativen Ausfallursachen werden auch konkurrierende Risiken (englisch competing risks) genannt. Durch den Verlust der Nachbeobachtung (englisch lost to follow-up) entstehen zensierte Daten. Würde man die verlorenen Studienteilnehmer einfach aus der Berechnung ausschließen, würde die kumulative Inzidenz überschätzt, denn je länger ein Studienteilnehmer bereits gesund geblieben ist, desto geringer ist sein Risiko, doch noch innerhalb des Beobachtungszeitraums krank zu werden. Würde man den verlorenen Studienteilnehmern pauschal unterstellen, gesund zu bleiben oder doch noch krank zu werden, würde die kumulative Inzidenz unterschätzt bzw. überschätzt.
Eine mögliche Lösung für dieses methodische Problem ist der Kaplan-Meier-Schätzer. Seine Anwendung setzt voraus, dass die Zeitpunkte erfasst werden, zu denen die Studienteilnehmer erkranken oder aus der Studie ausscheiden, und dass die Ausscheidewahrscheinlichkeit unabhängig von der Erkrankungswahrscheinlichkeit ist. Der Kaplan-Meier-Schätzer schätzt die Überlebensfunktion. Überleben ist hier im Sinne der Überlebenszeitanalyse allgemein als Nichteingetretensein eines Ereignisses zu verstehen. Heißt das betrachtete Ereignis Neuerkrankung, schätzt der Kaplan-Meier-Schätzer also den Anteil der noch Gesunden für jeden Zeitpunkt innerhalb des Untersuchungszeitraum. Die Differenz dieses Anteils zu eins ist nichts anderes als die kumulative Inzidenz. Die Studienteilnehmer können so auch ganz bewusst unterschiedlich lange nachverfolgt werden, beispielsweise die zuerst rekrutierten am längsten, sofern sich die zuerst rekrutierten nicht systematisch von den später rekrutierten unterscheiden.

#### Befallsrate
Die Befallsrate (englisch attack rate) ist – anders als ihr Name vermuten lässt – keine Rate, sondern eine kumulative Inzidenz. Sie bezeichnet den Anteil der Bevölkerung, der im Rahmen einer Epidemie die Krankheit entwickelt. Bei Epidemien sind bestimmte Bevölkerungen für eine begrenzte Zeitspanne einem bestimmten Infektionsrisiko ausgesetzt. Beispielsweise ist die Befallsrate der Grippe der Anteil der Bevölkerung, der in einer Grippe-Saison die Grippe bekommt.

### Inzidenzdichte
Die Inzidenzdichte (abgekürzt mit I, im Englischen auch force of morbidity, deutsch etwa Krankheitsstärke), auch Morbiditätsdichte oder Personenzeit-Inzidenzrate genannt, ist ein Maß für die Ausbreitungsgeschwindigkeit einer Krankheit. Die Definition erfolgt mittels der sogenannten Risikozeit. Als Risikozeit ist die Zeit definiert, in der ein Individuum aus der Bevölkerung gesund ist, also dem Risiko der Erkrankung unterliegt. Die individuellen Risikozeiten werden zur sogenannten Personenzeit unter Risiko der betrachteten Bevölkerung im betrachteten Zeitraum addiert. Die Inzidenzdichte stellt somit keine Anforderungen an die Beobachtungsdauer der Studienteilnehmer; es kann genauso gut eine Person zwei Jahre lang wie zwei Personen ein Jahr lang nachverfolgt werden. Bei Tieren würde man nicht von Personenzeit, sondern von Bestandszeit sprechen. Die Inzidenzdichte ist definiert als Anzahl der Erkrankungsfälle dividiert durch die Personenzeit unter Risiko:
{\displaystyle {\text{Inzidenzdichte}}=I={\frac {n}{T}}={\frac {\text{Anzahl der Erkrankungsfälle}}{\text{Personenzeit unter Risiko}}}}
Das Ergebnis einer solchen Berechnung ist eine Zahl zwischen 0 und ∞ pro Tag/pro Woche/pro x Jahre, wobei die verwendete Einheit mathematisch austauschbar ist und nichts über das Studiendesign aussagt. Die Inzidenzdichte ist im Gegensatz zur kumulativen Inzidenz von der Länge des Beobachtungszeitraums unabhängig, sofern sich die Dynamik der Erkrankungen nicht verändert. Sie ist eine Beziehungszahl und kann daher nicht als eine Wahrscheinlichkeit interpretiert werden.
Mehrmalige Erkrankungen derselben Person im Untersuchungszeitraum gehen anders als bei der kumulativen Inzidenz mehrfach in die Berechnung ein. Personen, die zu Beobachtungsbeginn bereits erkrankt waren, können in die Untersuchung eingeschlossen werden, da sie nach Genesung wieder Personenzeit unter Risiko oder sogar neue Erkrankungen beisteuern können. Bei Krankheiten, deren erstes Auftreten spätere Erkrankungen derselben Person wesentlich wahrscheinlicher (z. B. Herzinfarkt, Schlaganfall) oder unwahrscheinlicher (Immunität nach Infektionskrankheit) macht, ist es zweckmäßig, nur die erste Erkrankung zu untersuchen; Personen scheiden dann mit erstmaliger Erkrankung aus der Beobachtung aus, da sie auch keine Zeit unter dem Risiko einer Ersterkrankung mehr verbringen können.
Beispiel:
In Stadt X ereigneten sich 1973 unter den 40–44-jährigen Männern (41.532 Personenjahre) 29 Herzinfarkte. Damit betrug die Inzidenzdichte I = 29⁄41532 = 0,00071/Jahr.

#### Genesungsdichte, durchschnittliche Krankheitsdauer
Der Kehrwert der Inzidenzdichte ist die durchschnittliche Zeit unter Risiko {\displaystyle {\overline {D}}_{\text{gesund}}}. Diese ist zugleich die durchschnittliche Zeit zwischen zwei Erkrankungen und die Zeit, die ein aktuell gesundes Individuum bis zur Erkrankung zu erwarten hat
{\displaystyle I^{-1}={\frac {\text{Personenzeit unter Risiko}}{\text{Anzahl der Erkrankungsfälle}}}=:{\overline {D}}_{\text{gesund}}}
Analog zur Inzidenz von Erkrankungen lässt sich eine Inzidenz der Genesungen definieren. Die Genesungsdichte (auch Rekurrenzrate oder Rekurrenzdichte) {\displaystyle G} charakterisiert die Geschwindigkeit, mit der die Erkrankten in die (gesunde) Bevölkerung unter Risiko zurückkehren oder sterben.
{\displaystyle G={\frac {\text{Anzahl der Genesungsfälle}}{\text{Personenzeit unter Krankheit}}}}
Der Kehrwert der Genesungsgedichte ergibt die durchschnittliche Krankheitsdauer {\displaystyle {\overline {D}}_{\text{krank}}}:
{\displaystyle G^{-1}={\frac {\text{Personenzeit unter Krankheit}}{\text{Anzahl der Genesungsfälle}}}=:{\overline {D}}_{\text{krank}}}.
Unter der Voraussetzung einer konstanten Inzidenzdichte, lässt sich mithilfe der durchschnittlichen Krankheitsdauer die Prävalenz approximieren (siehe Abschnitt #Betrachtungen bei konstanter Inzidenzdichte).

#### Hazardrate
Die Anzahl der Inzidenzfälle geteilt durch die Personenzeit unter Risiko ergibt eine „durchschnittliche Inzidenzdichte“ oder schätzt eine als konstant angenommene Inzidenzdichte. Wird die Inzidenzdichte dagegen als veränderlich angenommen, lassen sich Augenblickswerte durch Ableitung der Anzahl der Inzidenzfälle nach der Personenzeit unter Risiko berechnen. Im Kontext der Überlebenszeitanalyse wird die „augenblickliche Inzidenzdichte“ (englisch instantaneous incidence density) als Hazardrate (auch Risikorate) bezeichnet. Im Fall, dass das Ereignis das entwickeln einer Krankheit ist, gibt die Hazardrate {\displaystyle h(t)} einer nichtnegativen stetigen Zufallsvariablen {\displaystyle T} (mit einer spezifischen Realisierung {\displaystyle t}) das „augenblickliche Risiko“ für das Krankheitsereignis zum Zeitpunkt {\displaystyle t} an – unter der Bedingung, dass das Krankheitsereignis nicht schon vorher eingetreten ist (Person ist zum Zeitpunkt {\displaystyle t} gesund). Die Hazardrate ist daher mathematisch definiert als der Grenzwert des folgenden Quotienten, wenn {\displaystyle \Delta t} gegen Null geht
{\displaystyle {\frac {{\text{Wahrscheinlichkeit, dass eine gesunde Person zum Zeitpunkt}}\;\,t\;\,{\text{die Krankheit im Intervall}}\;\,t+\Delta t\;\,{\text{entwickelt}}}{\Delta t}}}.
Formal gilt also
{\displaystyle h(t):=\lim _{\Delta t\to 0}{\frac {P\left(t\leq T<t+\Delta t|T\geq t\right)}{\Delta t}}}.
Durch Integration der Hazardrate nach der Zeit, erhält man die kumulierte Hazardfunktion {\displaystyle H(t)}, welche die „Ansammlung“ von Risiko (Hazard) im Laufe der Zeit beschreibt (siehe Ereigniszeitanalyse#Hazardfunktion und kumulierte Hazardfunktion).

### Inzidenzrate
Die Inzidenzrate gibt die Anzahl der Neuerkrankungen (z. B. von Infektionskrankheiten) innerhalb einer definierten Population – beispielsweise den Einwohnern (EW) einer Stadt, eines Landes oder einer Region – in einem bestimmten Zeitraum an. Um diese Kennzahl bei Vergleichen heranziehen zu können, wird sie auf einen als Bezugsgröße gewählten Teil der gesamten zu untersuchenden Population (z. B. 100.000 EW) bezogen. Oft wird die Zahl der Neuerkrankungen / pro 100.000 EW im Zeitraum eines Jahres betrachtet (Jahresinzidenz).  Dabei ist zu berücksichtigen, dass innerhalb des betrachteten Untersuchungszeitraums in der betrachteten Bevölkerung Ab- und Zuwanderung, Sterbefälle und Geburten auftreten. Teilt man die Anzahl der Neuerkrankungen innerhalb einer definierten Population (Inzidenzfälle) durch die mittlere Populationsgröße im definierten Beobachtungszeitraum, ergibt sich die Inzidenzrate:
{\displaystyle {\text{Inzidenzrate}}=R={\frac {n}{\overline {N}}}={\frac {\text{Anzahl der Inzidenzfälle}}{\text{zeitliches Mittel der Populationsgröße}}}}
Die Inzidenzrate ist eng mit der Inzidenzdichte verwandt und wird von manchen Autoren mit dieser gleichgesetzt. Grund dafür ist, dass das Produkt aus zeitlichem Mittel der Populationsgröße und der Länge des Beobachtungszeitraums unter Vernachlässigung der krank verbrachten Zeiten gleich der Personenzeit unter Risiko ist. Weitere Bezeichnungen für die Inzidenzrate, die immer auf einen bestimmten Zeitraum bezogen ist (häufig ein Jahr), sind (Neu-)Infektionsrate, Neuerkrankungsrate, Zugangsrate, Ereignisrate.
Die unbearbeitete Inzidenzrate der Gesamtbevölkerung wird auch rohe Rate bzw. rohe Inzidenz genannt. Anhand der rohen Rate kann man erkennen, ob in einer Region im Vergleich zu einer anderen eine Krankheit häufiger auftritt. Unterscheiden sich rohe Raten zwischen zwei Regionen, lassen sich die Unterschiede oft auf Unterschiede in der Sozialstruktur zurückführen. Hohe Krebserkrankungsraten können beispielsweise schlicht Ausdruck einer zu höherem Alter verschobenen Altersverteilung sein. Möchte man diese Unterschiede herausrechnen, um veränderliche Risikofaktoren zu identifizieren, können Subgruppen verglichen werden (z. B. gebildet nach Geschlecht, Beruf, Wohnort oder Alter). Alternativ können die Inzidenzfälle so gewichtet werden, dass sich eine Inzidenzrate für eine theoretische Bevölkerung mit definierter Sozialstruktur ergibt. Mit einer altersstandardisierten Inzidenzrate (englisch age-adjusted incidence rate) kann z. B. eine Region mit vielen alten Menschen mit einer Region mit vielen jungen Menschen verglichen werden.

## 7-Tage-Inzidenz
Die Sieben-Tage-Inzidenz oder 7-Tage-Inzidenz ist eine dimensionslose, statistische Kennziffer für labordiagnostisch nachgewiesene und registrierte Neuinfektionen in den vergangenen 7 Tagen bezogen auf rechnerisch 100.000 Einwohner. Ab Beginn der Covid-19-Pandemie Anfang 2020 wurde die Sieben-Tage-Inzidenz im deutschsprachigen Raum bei der Festlegung vorbeugender Maßnahmen gegen die Ausbreitung des Coronavirus SARS-CoV-2 von den politischen Entscheidungsträgern als Kriterium herangezogen.
Dabei ist zu beachten, dass die jeweils erhobenen Kennziffern nicht einer auf repräsentativen Stichproben basierenden epidemiologischen Inzidenz entsprechen und die Dunkelziffer im nicht getesteten Bevölkerungsanteil nicht erfasst wird. Stichproben, die keine Zufallsstichproben sind (nichtprobabilistische Stichproben), erlauben keine verlässliche Schätzung der tatsächlichen epidemiologischen Inzidenz in der Grundgesamtheit.
In Deutschland wird die 7-Tage-Inzidenz vom Robert Koch-Institut (RKI) auf Basis der von den Gesundheitsämtern gemeldeten Fallzahlen jeweils für bestimmte Gebietskörperschaften (z. B. Bundesländer und Landkreise) deutschlandweit errechnet und tagesaktuell im COVID-19-Dashboard des RKI (siehe auch Dashboard) veröffentlicht. Durch Übermittlungsverzug kann es zu erheblichen Unter- oder Überschätzungen der 7-Tage-Inzidenz kommen; beispielsweise können bei rasanter Ausbreitung der Infektionskrankheit nicht alle Daten den Gesundheitsämtern rechtzeitig und vollständig gemeldet werden.
Rechtlich erfolgt die Auswertung der von den Gesundheitsämtern an das RKI übermittelten Daten gemäß § 6 Abs. 1 Satz 1 Nr. 1 Buchstabe t, § 11 Abs. 1 IfSG. Es werden allein die Fälle zur Berechnung der 7-Tage-Inzidenz herangezogen, für die den Gesundheitsämtern ein labordiagnostischer Nachweis vorliegt.
In der Europäischen Union (EU) hingegen ist die 14-Tage-Melderate (englisch 14-day notification rate) die gebräuchliche Kennziffer für die Inzidenz in bestimmten Regionen.
```
Beispielrechnung
[
21
]
:
In einer Region mit 400.000 Einwohnern wurden an den letzten sieben aufeinanderfolgenden Tagen 700 Personen positiv auf Corona getestet, (also durchschnittlich 100 Personen pro Tag) Diese Summe wird durch die Zahl der Einwohner der Region (400.000) dividiert  und mit 100.000 multipliziert (also auf 100.000 bezogen).
Die Sieben-Tage-Inzidenz beträgt demzufolge 700 / 400.000 * 100.000 = 175
```

Belastbarere Aussagen über die Beziehung zwischen der Zahl der Tests und der Zahl an Neuinfizierten lassen sich aus wissenschaftlicher Sicht nicht treffen. Ein erhöhtes Testaufkommen (z. B. im Rahmen von Ausbrüchen oder Studien) kann durchaus zu einem Anstieg der Fallzahlen führen, da zuvor unentdeckte Corona-Infizierte erkannt werden. Das heißt im Umkehrschluss aber nicht, dass die beobachteten steigenden Fallzahlen nur mit dem vermehrten Testaufkommen zu erklären wären. Wären steigende Neuinfektionszahlen nur auf vermehrte Tests zurückzuführen, dürfte sich der Anteil positiver Ergebnisse nicht ändern. Der Anteil positiver Testergebnisse unterliegt jedoch erheblichen Schwankungen.

### Ausführliches Beispiel
Die folgende Tabelle zeigt die Fallzahlen für das Land Bremen zum 16. Dezember 2021, aufgeschlüsselt nach Berichts- und Meldedaten. Meldetag ist der Tag des Eingangs bei der zuständigen Landesbehörde; Berichtstag ist der Tag der Publikation durch das RKI (= Übermittlungstag + 1).
| Robert-Koch-Institut | Robert-Koch-Institut | Robert-Koch-Institut | Robert-Koch-Institut | Robert-Koch-Institut | Robert-Koch-Institut | Robert-Koch-Institut | Robert-Koch-Institut | Robert-Koch-Institut | Robert-Koch-Institut | Robert-Koch-Institut | Landesbehörde | Landesbehörde             |
| Berichts- datum      | Meldedatum           | Meldedatum           | Meldedatum           | Meldedatum           | Meldedatum           | Meldedatum           | Meldedatum           | Summe                | früher               | Summe                | Summe         | Bearbeitung/ Übermittlung |
| Berichts- datum      | 15. Dez.             | 14. Dez.             | 13. Dez.             | 12. Dez.             | 11. Dez.             | 10. Dez.             | 9. Dez.              | Summe                | früher               | Summe                | Summe         | Bearbeitung/ Übermittlung |
| -------------------- | -------------------- | -------------------- | -------------------- | -------------------- | -------------------- | -------------------- | -------------------- | -------------------- | -------------------- | -------------------- | ------------- | ------------------------- |
| 10. Dez.             | –                    | –                    | –                    | –                    | –                    | –                    | 176                  | 176                  | 39                   | 215                  | 214           | 9. Dez.                   |
| 11. Dez.             | –                    | –                    | –                    | –                    | –                    | 246                  | 28                   | 274                  | 0                    | 274                  | 273           | 10. Dez.                  |
| 12. Dez.             | –                    | –                    | –                    | –                    | 0                    | 0                    | 0                    | 0                    | 0                    | 0                    | 155           | 11. Dez.                  |
| 13. Dez.             | –                    | –                    | –                    | 156                  | 158                  | 4                    | 0                    | 318                  | −1                   | 317                  | 165           | 12. Dez.                  |
| 14. Dez.             | –                    | –                    | 173                  | 0                    | −3                   | 0                    | 0                    | 170                  | −2                   | 168                  | 168           | 13. Dez.                  |
| 15. Dez.             | –                    | 262                  | 4                    | 0                    | −2                   | −1                   | −1                   | 262                  | −2                   | 260                  | 258           | 14. Dez.                  |
| 16. Dez.             | 331                  | 40                   | 0                    | 0                    | −1                   | 0                    | 0                    | 370                  | 0                    | 370                  | 372           | 15. Dez.                  |
| Summe                | 331                  | 302                  | 177                  | 156                  | 152                  | 249                  | 203                  | 1570                 | 34                   | 1604                 | 1605          | Summe                     |
| Stadt Bremen         | 285                  | 256                  | 174                  | 140                  | 123                  | 210                  | 167                  | 1355                 | 33                   | 1388                 | 1388          | Stadt Bremen              |
| Bremerhaven          | 46                   | 46                   | 3                    | 16                   | 29                   | 39                   | 36                   | 215                  | 1                    | 216                  | 217           | Bremerhaven               |

7-Tage-Inzidenz pro 100000 Einwohner:
Land Bremen: 1570 : 680130 * 100000 = 230,84
– Stadt Bremen: 1355 : 566573 * 100000 = 239,16 (laut Landesbehörde +1 = 239,33)
– Stadt Bremerhaven: 215 : 113557 * 100000 = 189,33 (laut Landesbehörde +2 = 191,09)
Erläuterung: Beispielsweise wurden dem RKI am 9. Dezember in der Summe (rechts) 215 Fälle übermittelt, die am 10. Dezember berichtet wurden und von denen 176 das Meldedatum 9. Dezember betrafen. Die negativen Zahlen beziehen sich auf Fälle, die aufgrund von Datenqualitätsprüfungen im Nachhinein gelöscht wurden. Insgesamt stieg die RKI-Fallzahl an den 7 Berichtstagen von 41628 auf 43232 um 1604 Fälle, wovon 1570 in den maßgeblichen 7-Meldetage-Zeitraum fielen. Hieraus ergibt sich unter Berücksichtigung der Einwohnerzahl von 680130 eine Inzidenz von 230,8. Zu erkennen ist beispielsweise auch, dass die zuständige Landesbehörde am 11. Dezember zwar 155 Fälle auswies, es aber zu keiner Übermittlung an das RKI kam, weshalb diese Fälle erst im Berichtstag 13. Dezember enthalten sind.

### Hospitalisierung
Seit dem 19. Juli 2021 wird vom Robert Koch-Institut (RKI) im Situationsbericht zusätzlich zur 7-Tage-Inzidenz der Neuinfizierten auch eine 7-Tage-Inzidenz der Hospitalisierten, die Hospitalisierungsinzidenz, veröffentlicht.

### Todesfälle
In die Statistik des RKI gehen auch die Todesfälle ein, bei denen ein laborbestätigter Nachweis von SARS-CoV-2 (direkter Erregernachweis) vorliegt und die in Bezug auf diese Infektion verstorben sind. Es liegt im Ermessen des Gesundheitsamtes, ob ein Fall als „verstorben an“ bzw. „mit“ COVID-19 an das RKI übermittelt wird oder nicht. In fast allen Bundesländern wird der vertrauliche Teil der Todesbescheinigung, in dem die Todesursache angegeben wird, an das Gesundheitsamt gesendet. Verstorbene, die zu Lebzeiten nicht auf COVID-19 getestet wurden, aber in Verdacht stehen, an COVID-19 verstorben zu sein, können post mortem auf das Virus untersucht werden. Eine Obduktion findet aber in der Regel nicht statt, da auch tote Infizierte als ansteckend gelten.

### Bundesrecht
Die in den Landkreisen, Bezirken oder kreisfreien Städten auftretenden Inzidenzen sind insbesondere Maßstab für die zu ergreifenden besonderen Schutzmaßnahmen für die Dauer der Feststellung einer epidemischen Lage von nationaler Tragweite, um die Verbreitung der Coronavirus-Krankheit-2019 (COVID-19) zu verhindern (§ 28aAbs. 1, Abs. 3 IfSG). Bei einer landes- bzw. bundesweiten Überschreitung eines Schwellenwertes von über 50 Neuinfektionen je 100.000 Einwohner innerhalb von sieben Tagen sind landes- bzw. bundesweit abgestimmte umfassende, auf eine effektive Eindämmung des Infektionsgeschehens abzielende Schutzmaßnahmen anzustreben (§ 28a Abs. 3 Satz 9 und 10 IfSG). Aber auch schon vor dem Überschreiten eines Schwellenwertes sind die in Bezug auf den jeweiligen Schwellenwert genannten Schutzmaßnahmen zulässig, „wenn die Infektionsdynamik eine Überschreitung des jeweiligen Schwellenwertes in absehbarer Zeit wahrscheinlich macht“ (§ 28a Abs. 3 Satz 8 IfSG). Bei Überschreitung eines Schwellenwertes von über 35 Neuinfektionen sind breit angelegte Schutzmaßnahmen zu ergreifen, die eine schnelle Abschwächung des Infektionsgeschehens erwarten lassen. Unterhalb eines Schwellenwertes von 35 Neuinfektionen kommen insbesondere Schutzmaßnahmen in Betracht, die die Kontrolle des Infektionsgeschehens unterstützen (§ 28a Abs. 3 Satz 5 bis 7 IfSG).
Für die Einstufung als ausländisches Risikogebiet im Sinne des § 2 Nr. 17 des Infektionsschutzgesetzes (IfSG) wird zunächst festgestellt, in welchen Staaten/Regionen es in den letzten sieben Tagen mehr als 50 Neuinfizierte pro 100.000 Einwohner gab. In einem zweiten Schritt wird nach qualitativen und weiteren Kriterien festgestellt, ob z. B. für Staaten/Regionen, die den genannten Grenzwert nominell über – oder unterschreiten, dennoch die Gefahr eines nicht erhöhten oder eines erhöhten Infektionsrisikos vorliegt.

### Landesrecht
Das von der Landesregierung von Rheinland-Pfalz beschlossene dreistufige Corona-Warnsystem empfiehlt den Kommunen, die Bevölkerung ab einer 7-Tages-Inzidenz von 20 (Corona-Warnstufe 1 Gelb) auf die „AHA-Regeln“ und eine konsequente Lüftung in baulichen Einrichtungen hinzuweisen.

### Kritik
Nimmt man als ModellBeispiel und zur mathematischen Probe auf Rechenfehler eine durchschnittliche Rate an Neuinfektionen von 5 % der Bevölkerung an, so müsste in allen Gebieten die 7-Tage-Inzidenz gleich sein. Das ist aber nicht so.
Werden in einem Bezirk A mit 20.000 Einwohnern in einer Woche 1.000 Personen einer repräsentativen Stichprobe getestet und 5 % davon sind Covid-positiv, also 50 Personen, so liegt die 7-Tage-Inzidenz in diesem Bezirk bei (50/20.000*100.000=) 250 (bei 5.000 Tests pro 100.000 Einwohner).
Werden in einem Bezirk B mit 10.000 Einwohnern in einer Woche ebenfalls 1.000 Personen einer repräsentativen Stichprobe getestet und 5 % sind Covid-positiv, also 50 Personen, so liegt die 7-Tage-Inzidenz bei (50/10.000*100.000=) 500 (bei 10.000 Tests pro 100.000 Einwohner).
Würden im Bezirk B mit 10.000 Einwohnern aber 2.000 Personen einer repräsentativen Stichprobe getestet fände man dieselben 5 % Neuinfektionen bei 100 Personen, so liegt die 7-Tage-Inzidenz bei (100/10.000*100.000=) 1.000 (bei 20.000 Tests pro 100.000 Einwohner).
Das Ergebnis variiert mit der Anzahl der Einwohner, bezieht aber nicht ein, wie viele Tests pro 100.000 Einwohner gemacht wurden. Erst die Division durch die Anzahl Tests pro 100.000 Einwohner ergibt dreimal denselben Wert.
250/5.000 = 500/10.000 = 1.000/20.000 = 0,05, umgerechnet in Prozent gleich 5 %, das richtige Ergebnis.
Die Größe der "gewohnten" 7-Tage-Inzidenz ist also abhängig von der Einwohnerzahl des Gebiets und von der Anzahl an Tests. Solche 7-Tages-Inzidenzen sind daher nur vergleichbar, wenn die Bezugswerte (die Einwohnerzahl und die Anzahl an Tests) konstant bleiben, also die 7-Tage-Inzidenzen einer fixen Region einer Kalenderwoche mit der nächsten Kalenderwoche und der übernächsten Kalenderwoche und so weiter. Die 7-Tages-Inzidenzen unterschiedlicher Städte oder Bundesländer (mit naturgemäß unterschiedlichen Einwohnerzahlen) sind dementsprechend untereinander nicht vergleichbar!
Die oben angeführten 7-Tage-Inzidenzen Land Bremen 230,84; Stadt Bremen: 239,16; Stadt Bremerhaven 189,33 oder jene in Medienmeldungen („Besonders hoch ist die 7-Tage-Inzidenz in Kärnten (517), Salzburg (511), Oberösterreich (453) und Tirol (447). Wien liegt mit 232 zusammen mit Niederösterreich (264) unter dem Wert von 300.“ )weisen zwar in der Relation Ähnlichkeit im Modell auf, sind aber nicht vergleichbar. Dieser Modellfehler führte zu einem Bestätigungsfehler im Deutungsraster während der Covid-Pandemie.
Zuerst wäre herauszufinden, wie viele Infizierte denn im ganzen Bezirk zu finden wären (laut der Fachliteratur geht man von der Fallzahl einer "definierten Bevölkerung" aus, also der Anzahl Fälle einer Region).
Testpositive / Testanzahl * Einwohnerzahl (im Beispiel 50/1.000*20.000 = 1.000 Fälle im Bezirk)
Um diese auf 100.000 Einwohner zu beziehen dividiert man diese  Zwischensumme durch die Einwohnerzahl und multipliziert mit 100.000.
1.000/20.000*100.000=5.000 (genau so viel wie 5 % von 100.000, was zu beweisen war)
Die Gesamtformel lautet dann
Testpositive / Testanzahl * Einwohnerzahl / Einwohnerzahl * 100.000 = Anzahl Testpositive / Testanzahl *100.000
Da in der Gesamtformel die Einwohnerzahl weggekürzt wird, ist sie bei der Berechnung gar nicht maßgeblich (und verfälschte die Ergebnisse beim Vergleich von Gebieten mit unterschiedlichen Einwohnerzahlen).
Die Ergebnisse der Rechenmethode des RKI variieren mit der Einwohnerzahl und mit der Testanzahl, bei der zweiten Methode nur mit der Testanzahl. Alle Einflussgrößen verändern aber die Höhe der Werte. Damit die Werte vergleichbar sind müssten diese Einflussgrößen gleich bleiben.
Zudem liegt die ermittelte Zahl der Fälle bei nichtrepräsentativen Tests irgendwo zwischen Null (wenn nur Gesunde getestet würden) und dem richtigen Wert (wenn alle Einwohner getestet würden).
Darum stimmt die bisher verwendete Rechenmethode nur im einzigen Fall, dass alle Einwohner getestet wurden und so die Testanzahl gleich der Einwohnerzahl wird. Die Gesamtformel lautet dann
Testpositive / Einwohnerzahl * Einwohnerzahl / Einwohnerzahl * 100.000 also Anzahl Testpositive / Einwohnerzahl *100.000
Wenn eher Infizierte getestet werden oder die Anzahl der Getesteten nahe an der Einwohnerzahl ist, so liegt die Wahrscheinlichkeit höher, nahe am richtigen Wert zu sein und die Dunkelziffer wäre klein, ansonsten entstehen nur beliebige  Zufallswerte ohne Aussagekraft. Wenn nur 10 % der Bevölkerung getestet würden und 90 % nicht, läge die Dunkelziffer sehr hoch und die Genauigkeit w@re dementsprechend sehr gering.
Dabei sollten weitere Einflussfaktoren (beispielsweise die Trefferwahrscheinlichkeit abhängig vom Probenahmeort (Nase, Rachen, Schleim)), Spezifität, Sensitivität und Ct-Werte des PCR-Tests, die Menge an bereits immunen Personen oder vermehrtes Testen in Altersgruppen, die in der Regel nicht schwer erkranken nicht vernachlässigt werden.
Dazu wurde auch kritisiert, dass die 7-Tage-Inzidenz nicht mit epidemiologischer Inzidenz, die auf repräsentativen Stichproben basiert, gleichzusetzen ist. Für den zugedachten Zweck sei sie deshalb „von fraglicher Eignung“. Eine Maßzahl, die „nicht konstant interpretierbar ist, weder im geographischen Vergleich noch im zeitlichen Verlauf, ist vermutlich hochgradig volatil, sodass es nicht ratsam erscheint, von dieser Zahl abgeleitete Schwellenwerte in ein Gesetz zu schreiben und damit mehr oder weniger deterministisch für Entscheidungen heranzuziehen, die Eingriffe in die Grundrechte der Menschen nach sich ziehen.“
Die Testprävalenzen werden auf die Gesamtbevölkerung oder Region umgerechnet, ohne die Dunkelziffer in der nicht-getesteten Bevölkerung zu berücksichtigen. Ohne Bezug zu einer bekannten Grundgesamtheit (Nenner) fehlt der Fallzahl die epidemiologische Aussagekraft und damit die Eignung als Begründung für seuchenpolitische Maßnahmen. Die Reduktion der Lageeinschätzung auf die 7-Tages-Inzidenz sei epidemiologisch nicht begründbar und entspreche nicht dem Stand der verfügbaren wissenschaftlichen Evidenz.
Auch Politik und Justiz sahen ab März 2021 die 7-Tage-Inzidenz alleine zur Begründung von Grundrechtseinschränkungen als unzureichend an. Zusätzlich müssten auch andere Indikatoren einbezogen werden, etwa die Zahl der freien Intensivbetten, die Altersverteilung der Erkrankten oder welche Berufsgruppen betroffen seien.

## Mortalität
Die Mortalität (Sterblichkeit) ist ein Spezialfall der Inzidenz. Als Zielereignisse werden in diesem Fall nicht Erkrankungen, sondern Tode gezählt. Dabei können wahlweise alle Todesfälle (rohe Mortalität) oder nur Tode aufgrund bestimmter Krankheiten betrachtet werden; außerdem kann natürlich die betrachtete Population eingegrenzt werden. Analog zur Inzidenz gibt es ebenfalls eine kumulative Mortalität, eine Mortalitätsdichte und eine Mortalitätsrate. Da der Tod irreversibel ist und jederzeit eintreten kann, ist jede Lebenszeit Zeit unter Risiko.

## Betrachtungen bei konstanter Inzidenzdichte
In diesem Abschnitt wird durchweg eine konstante Inzidenzdichte angenommen. Die dargestellten Beziehungen sind also nur auf Situationen übertragbar, in denen die Annahme einer konstanten Inzidenzdichte gerechtfertigt ist. Dies ist bei chronischen Krankheiten in der Regel der Fall, beim saisonalen Auftreten von Krankheiten oder bei Epidemien dagegen nicht.

### Zusammenhang zwischen Inzidenzdichte und Prävalenz
Die Inzidenzdichte und die Prävalenz stehen über die durchschnittliche Erkrankungsdauer {\displaystyle {\overline {D}}_{\text{krank}}} miteinander in Beziehung. Der hier hergeleitete Zusammenhang gilt unter der Annahme, dass die Populationsgröße {\displaystyle N}, die Inzidenzdichte {\displaystyle I} und die Genesungsdichte {\displaystyle G} konstant sind. Dann stellt sich ein Fließgleichgewicht ein, in dem die Anzahl der Kranken {\displaystyle M}, die Anzahl der Gesunden {\displaystyle N-M} und damit auch der Anteil der Kranken an der Gesamtbevölkerung, die Prävalenz {\displaystyle P={\frac {M}{N}}}, konstant sind. Das Fließgleichgewicht besteht darin, dass im zeitlichen Mittel die Frequenz der Erkrankungen gleich der Frequenz der Genesungen (inklusive Mortalität der Kranken) ist:
| {\displaystyle I\cdot \underbrace {(N-M)} _{\text{Anzahl der gesunden Menschen}}=G\cdot \underbrace {M} _{\text{Anzahl der kranken Menschen}}} |  | (1) |
| {\displaystyle I\cdot \underbrace {(N-M)} _{\text{Anzahl der gesunden Menschen}}=G\cdot \underbrace {M} _{\text{Anzahl der kranken Menschen}}} |  | (1) |

Durch Quotientenbildung mit nachfolgender Kürzung des Bruches mit {\displaystyle N} ergibt sich aus Gleichung (1)
{\displaystyle {\frac {I}{G}}={\frac {M}{N-M}}}
| {\displaystyle {\frac {I}{G}}={\frac {P}{1-P}}}. |  | (2) |
| {\displaystyle {\frac {I}{G}}={\frac {P}{1-P}}}. |  | (2) |

Durch Umstellung der Gleichung (2) ergeben sich
{\displaystyle I=G\cdot {\frac {P}{1-P}}},
{\displaystyle G=I\cdot {\frac {1-P}{P}}\quad } und
| {\displaystyle P={\frac {I}{I+G}}}. |  | (3) |
| {\displaystyle P={\frac {I}{I+G}}}. |  | (3) |

Wenn die Voraussetzungen für ein Fließgleichgewicht gegeben sind, die gegenwärtige Prävalenz aber nicht Gleichung (3) entspricht, entwickelt sich die Prävalenz automatisch in Richtung des Fließgleichgewichts. Bei {\displaystyle P>{\frac {I}{I+G}}} wird die Prävalenz also sinken, bei {\displaystyle P<{\frac {I}{I+G}}} steigen.
An Gleichung (3) lässt sich außerdem ablesen, dass eine Krankheit sowohl durch eine hohe Inzidenzdichte (z. B. hochansteckender Keim) als auch durch eine niedrige Genesungsdichte (z. B. chronische Krankheiten) eine hohe Prävalenz erlangen kann. Schnelle Heilung oder rascher Tod führen dagegen über eine hohe Genesungsdichte zu einer niedrigen Prävalenz. Dies zeigt, dass die restriktiv erscheinende Annahme eines Populationsgleichgewichts bzw. eines Fließgleichgewichts im Rahmen einer Pandemieeindämmung Aussagen über den Erfolg von gesundheitspolitischen Maßnahmen zulässt.
Gleichung (2) lässt sich wegen {\displaystyle {\frac {1}{G}}={\overline {D}}_{\text{krank}}} auch darstellen als
| {\displaystyle I\cdot {\overline {D}}_{\text{krank}}={\frac {P}{1-P}}}. |  | (4) |
| {\displaystyle I\cdot {\overline {D}}_{\text{krank}}={\frac {P}{1-P}}}. |  | (4) |

Wenn die Prävalenz sehr klein ist (z. B. < 1 %), kann {\displaystyle P} im Nenner von Gleichung (4) vernachlässigt werden. So ergibt sich die Näherung
| {\displaystyle \underbrace {P} _{\text{Prävalenz}}\approx \underbrace {I} _{\text{Inzidenzdichte}}\cdot \underbrace {{\overline {D}}_{\text{krank}}} _{\text{durchschnittliche Krankheitsdauer}}}. |  | (5) |
| {\displaystyle \underbrace {P} _{\text{Prävalenz}}\approx \underbrace {I} _{\text{Inzidenzdichte}}\cdot \underbrace {{\overline {D}}_{\text{krank}}} _{\text{durchschnittliche Krankheitsdauer}}}. |  | (5) |

Das Produkt aus Inzidenzdichte {\displaystyle I} und durchschnittlicher Krankheitsdauer {\displaystyle {\overline {D}}_{\text{krank}}} kann als der „Anteil des Krankenstandes“ in einer Bevölkerung auf gesunde Personen bezogen (z. B. auf 100.000) interpretiert werden. Die für diese Näherung notwendige Annahme einer sehr kleinen Prävalenz wird auch als Voraussetzung einer seltenen Krankheit (englisch rare disease assumption) bezeichnet und wird in der Epidemiologie auch für weitere Approximationen verwendet.

### Statistische Beziehungen

#### Verteilung der Anzahl der Erkrankungen
Die Anzahl der Erkrankungen während der Personenzeit {\displaystyle T} ist Poisson-verteilt ({\displaystyle T\sim {\mathcal {P}}(\lambda )}) mit dem Verteilungsparameter {\displaystyle \lambda =I\cdot T} (Ereignisrate). Die Wahrscheinlichkeitsfunktion lautet somit
| {\displaystyle f(k)={\frac {\lambda ^{k}}{k!}}\,\exp(-\lambda ),\quad k=0,1,2,\ldots }. |  | (6) |
| {\displaystyle f(k)={\frac {\lambda ^{k}}{k!}}\,\exp(-\lambda ),\quad k=0,1,2,\ldots }. |  | (6) |

Bei einer Poisson-Verteilung ist Erwartungswert (die erwartete Anzahl der Erkrankungen) zugleich die Varianz, also {\displaystyle \operatorname {E} (T)=\operatorname {Var} (T)=\lambda =I\cdot T}.

#### Verteilung der Personenzeit bis zur ersten Erkrankung
Die Personenzeit {\displaystyle T} bis zur ersten Erkrankung oder zwischen zwei Erkrankungen ist exponentialverteilt mit dem Verteilungsparameter {\displaystyle \lambda =I}. Die Wahrscheinlichkeitsdichtefunktion (kurz Dichte) lautet somit
| {\displaystyle f(t)=\lambda \exp(-\lambda t),\quad t\geq 0}. |  | (7) |
| {\displaystyle f(t)=\lambda \exp(-\lambda t),\quad t\geq 0}. |  | (7) |

Wenn die Personenzeit diese Dichte besitzt, dann schreibt man auch {\displaystyle T\sim {\mathcal {E}}(\lambda )} oder {\displaystyle T\sim \operatorname {Exp} (\lambda )}. Erwartungswert und Standardabweichung betragen damit {\displaystyle 1/I}.

#### Berechnung der kumulativen Inzidenz aus der Inzidenzdichte
Durch Integration der Wahrscheinlichkeitsdichtefunktion der Exponentialverteilung ((Gleichung (7)) erhält man die Verteilungsfunktion der Exponentialverteilung; diese liefert für jeden Zeitpunkt die Wahrscheinlichkeit, mit der ein Individuum bis dahin mindestens einmal erkrankt ist. Dies ist nichts anderes als die kumulative Inzidenz C, die sich somit aus der Inzidenzdichte berechnen lässt:
| {\displaystyle C=1-\exp \left(-I\cdot \Delta t\right)}. |  | (8) |
| {\displaystyle C=1-\exp \left(-I\cdot \Delta t\right)}. |  | (8) |

Beispiel:
Bei einer Inzidenzdichte von 0,008/Jahr ergibt sich für die Erkrankungswahrscheinlichkeit innerhalb von 3 Jahren
{\displaystyle C=1-\exp \left(-0{,}008/{\text{Jahr}}\cdot 3\ {\text{Jahre}}\right)=0{,}024}.
Da sich die Exponentialfunktion {\displaystyle \exp(x)} für kleine {\displaystyle x} durch {\displaystyle (1+x)} annähern lässt (Taylorreihe), kann die Formel vereinfacht werden, wenn das Produkt aus Inzidenzdichte und Beobachtungszeitraum klein ist (z. B. {\displaystyle I\cdot \Delta t<0{,}1}). In diesem Fall folgt näherungsweise die wichtige Beziehung
| {\displaystyle C\approx I\cdot \Delta t}. |  | (9) |
| {\displaystyle C\approx I\cdot \Delta t}. |  | (9) |

Die Zahlenwerte von kumulativen Inzidenzen (angegeben als Anteil in einem Jahr) unterscheiden sich deshalb bei manchen Krankheiten kaum von Inzidenzdichten (angegeben als Zahl pro Jahr).
Das Produkt {\displaystyle I\cdot \Delta t} entspricht der kumulativen Hazardfunktion aus der Überlebenszeitanalyse. Bei nicht konstanter Inzidenzdichte kann die kumulative Hazardfunktion durch Integration der Inzidenzdichte nach der Zeit bestimmt werden. Gleichung (8) lässt sich so verallgemeinern zu
| {\displaystyle C=1-\exp \left(-\int _{t_{1}}^{t_{2}}I(t)\ \mathrm {d} t\right)}. |  | (10) |
| {\displaystyle C=1-\exp \left(-\int _{t_{1}}^{t_{2}}I(t)\ \mathrm {d} t\right)}. |  | (10) |

## Abgeleitete Maßzahlen

### Relatives Risiko
Das Verhältnis der kumulativen Inzidenz Exponierter zur kumulativen Inzidenz Nichtexponierter heißt relatives Risiko (die Differenz dieses Quotienten zu 1 relative Risikoreduktion bzw. -steigerung):
{\displaystyle {\text{relatives Risiko}}={\frac {C_{\text{exponiert}}}{C_{\text{nicht exponiert}}}}}
Hierbei stellt {\displaystyle C_{\text{exponiert}}} die kumulative Inzidenz unter den Exponierten und {\displaystyle C_{\text{nicht exponiert}}} die kumulative Inzidenz unter den nicht Exponierten dar. Ist das relative Risiko größer 1, vergrößert die Exposition das Erkrankungsrisiko. Ist das relative Risiko kleiner 1, verkleinert die Exposition das Erkrankungsrisiko. Je stärker sich das relative Risiko von 1 unterscheidet, desto stärker ist der Zusammenhang zwischen Erkrankung und Exposition und desto eher ist von einem kausalen Effekt auszugehen.

### Inzidenzdichteverhältnis
Analog zum relativen Risiko lässt sich das Inzidenzdichteverhältnis (englisch Incidence Density Ratio, IDR) als Quotient zweier Inzidenzraten  a) definieren:
{\displaystyle {\text{Inzidenzdichteverhältnis}}={\frac {I_{\text{exponiert}}}{I_{\text{nicht exponiert}}}}}
Hierbei stellt {\displaystyle I_{\text{exponiert}}} die Inzidenrate unter den Exponierten und {\displaystyle I_{\text{nicht exponiert}}} die Inzidenzrate unter den nicht Exponierten dar. Solange der Zusammenhang {\displaystyle C\approx I\cdot \Delta t} gilt (→ Gleichung [9] im Abschnitt: »Berechnung der kumulativen Inzidenz aus der Inzidenzdichte«), haben beide Maßzahlen annähernd denselben Wert, sodass relative Raten wie relative Risiken interpretiert werden können.
Beispiel:
Liegen 10 Fälle in 2.935 Personen-Jahren (341 Fälle pro 100 000 P-J) und 239 Fälle in 135.130 Personen-Jahren (177 Fälle pro 100 000 P-J) vor, so folgt bei einem Vergleich ein Inzidenzdichteverhältnis von IDV = 1,926. Da IDV > 1 geht man hier von einem Schadeffekt aus.

## Konkurrierende Risiken
In der medizinischen Forschung kommt es häufig vor, dass ein Patient unterschiedlichen Ausfallursachen ausgesetzt ist, wobei jede Ursache als konkurrierendes Risiko bezeichnet wird. Zum Problem wird dies, wenn die konkurrierenden Risiken miteinander korreliert sind: Beispielsweise soll in einer Studie die Mortalität durch Herzinfarkt bestimmt werden. Mortalität durch Herzinfarkt meint dabei den Anteil der Studienteilnehmer, die an Herzinfarkt sterben würden, gäbe es keine anderen Gründe, aus der Studie auszuscheiden. In der Realität stirbt ein Teil der Studienteilnehmer an anderen Herz-Kreislauf-Erkrankungen. Da diese Teilnehmer mit überdurchschnittlicher Wahrscheinlichkeit im weiteren Verlauf einen Herzinfarkt bekommen hätten, ist die Ausfallwahrscheinlichkeit nicht unabhängig von der Erkrankungswahrscheinlichkeit. Durch den Wegfall der Patienten mit hohem Herzinfarktrisiko würde der Kaplan-Meier-Schätzer die kumulative Mortalität durch Herzinfarkte unterschätzen.
Solche Gegebenheiten werden in Modellen konkurrierender Risiken (englisch competing risk models) behandelt. Im Grundmodell für konkurrierende Risiken ist jedes Individuum zu Beginn im Ausgangszustand {\displaystyle 0}. Die Person bleibt in diesem Zustand, bis ein erstes Ereignis eintritt. Normalerweise gibt es ein interessierendes Ereignis, das durch Übergänge in Zustand {\displaystyle 1} modelliert wird und alle anderen ersten Ereignistypen werden in den konkurrierenden Ereigniszustand {\displaystyle 2} subsumiert. Aus Gründen der Vereinfachung konzentrieren wir uns hier auf zwei konkurrierende Ereigniszustände. Die Techniken lassen sich leicht auf mehr als zwei konkurrierende Risiken verallgemeinern. Bei konkurrierenden Risiken werden die Bewegungen eines Individuums im Laufe der Zeit verfolgt. Der Prozess konkurrierender Risiken {\displaystyle (X_{t})_{t\geq 0}} bezeichnet den Zustand, in dem sich ein Individuum zu jedem Zeitpunkt befindet, {\displaystyle X_{t}\in \left\{0,1,2\right\}}. Jedes Individuum startet zu Beginn im Ausgangszustand {\displaystyle 0}: {\displaystyle P\left(X_{0}=0\right)=1}.
Ein Individuum bleibt im Zustand {\displaystyle 0} (d. h. {\displaystyle X_{t}=0}), solange weder das konkurrierende Ereignis {\displaystyle 1} noch {\displaystyle 2} aufgetreten sind. Die Person wechselt zu Zustand {\displaystyle 1}, wenn das interessierende Ereignis eintritt. Ebenso bewegt sich das Individuum in den Zustand {\displaystyle 2}, wenn das andere konkurrierende Ereignis zuerst auftritt. Zum Zeitpunkt {\displaystyle T} ist der Prozess konkurrierender Risiken entweder in Zustand {\displaystyle 1} oder in Zustand {\displaystyle 2} ({\displaystyle X_{T}\in \{1,2\}}). Die Art des ersten Ereignisses wird oft Ausfallursache genannt.

### Kumulative Inzidenzfunktion
Statt den Kaplan-Meier-Schätzer benutzt man die sogenannte kumulative Inzidenzfunktion. Dafür definiert man zunächst sogenannte ursachenspezifische Hazardfunktionen (englisch cause-specific hazard function), die die „augenblickliche Hazardrate“ für Ursache {\displaystyle j} zum Zeitpunkt {\displaystyle t} in Gegenwart aller anderen Risiken darstellt:
{\displaystyle h_{j}\,\mathrm {d} t=P\left(t\in \mathrm {d} t,X_{j}\mid T\geq t\right),\;\,j=1,2}.
Aufgrund der ursachenspezifischen Hazardfunktion ist die kumulative ursachenspezifische Hazardfunktion dann gegeben durch:
{\displaystyle H_{j}(t)=\int _{0}^{t}h_{j}(u)\,\mathrm {d} u,\;\,j=1,2}.
Da sich die ursachenspezifischen Hazardfunktionen zur ursachenglobale Hazardfunktion (englisch all-cause hazard function) addieren {\displaystyle h(t)\,\mathrm {d} t=P\left(T\in \mathrm {d} t\mid T\geq t\right)=\left(h_{1}+h_{2}\right)\,\mathrm {d} t}, lässt sich für die kumulative ursachenglobale Hazardfunktion schreiben
.{\displaystyle H(t)=\int _{0}^{t}h(u)\,\mathrm {d} u=H_{1}(t)+H_{2}(t)}.
Des Weiteren bezeichnet {\displaystyle S(t)=P\left(T>t\right)=\exp \left(-\int _{0}^{t}h(u)\,\mathrm {d} u\right)} die Überlebensfunktion im Ausgangszustand {\displaystyle 0}. Die kumulative Inzidenzfunktion ist der erwartete Anteil von Personen, die im Laufe der Zeit ein bestimmtes konkurrierendes Ereignis erleben:
{\displaystyle F_{j}(t)=P\left(T\leq t,X_{T}=j\right)=\int _{0}^{t}P(T>u^{-})h_{j}(u)\,\mathrm {d} u,\;\,j=1,2},
wobei {\displaystyle P\left(T>u^{-}\right)} den Wert der Überlebensfunktion unmittelbar vor {\displaystyle u} bezeichnet.

### Schätzung der kumulativen Inzidenzfunktion
Sei {\displaystyle n_{i}} die Anzahl der lebenden und unzensierten Individuen unmittelbar bevor {\displaystyle t_{i}} und sei weiterhin {\displaystyle d_{ij}} die Anzahl der Todesfälle aufgrund Ursache {\displaystyle j} zum Zeitpunkt {\displaystyle t_{i}}. Die ursachenspezifische kumulative Inzidenzfunktion kann dann konsistent geschätzt werden durch
{\displaystyle {\hat {F}}_{j}(t)=\sum _{t_{i}\leq t}{\frac {d_{ij}}{n_{i}}}{\hat {S}}(t_{i-1})=\sum _{t_{i}\leq t}{\hat {I}}_{j}(t_{i})},
wobei {\displaystyle S(t)} die globale Überlebensfunktion darstellt. Das Verhältnis {\displaystyle d_{ij}/n_{i}} ist ein Schätzer für ursachenspezifische Hazardfunktion für Ursache {\displaystyle j} zum Zeitpunkt {\displaystyle t_{i}}. Eine mathematisch günstige Eigenschaft dieses Schätzers der kumulativen Inzidenzfunktion ist, dass {\displaystyle {\hat {S}}(t)+\sum \nolimits _{j}{\hat {F}}_{j}(t)=1}. Dies besagt, dass zu jedem Zeitpunkt {\displaystyle t} die Wahrscheinlichkeiten für alle Ereignisarten addiert mit der Wahrscheinlichkeit keines Ereignisses eins ergibt.

## Standardfehler
Zur Durchführung von Signifikanztests und Berechnung von Konfidenzintervallen können bei großen Stichprobenumfängen die folgenden Standardfehler benutzt werden:
| | Kumulative Inzidenz {\displaystyle {\frac {N_{\text{I}}}{N_{0}}}}                                                                                             | Inzidenzdichte {\displaystyle {\frac {n}{T}}}                                   |
| --- | --- | ------------------------------------------------------------------------------- |
| | {\displaystyle {\sqrt {\frac {N_{\text{I}}(N_{0}-N_{\text{I}})}{N_{0}^{3}}}}}                                                                                 | {\displaystyle {\frac {\sqrt {n}}{T}}}                                          |
| Differenz zweier kumulativer Inzidenzen/Inzidenzdichten | {\displaystyle {\sqrt {{\frac {N_{{\text{I}},1}(N_{0,1}-N_{{\text{I}},1})}{N_{0,1}^{3}}}+{\frac {N_{{\text{I}},2}(N_{0,2}-N_{{\text{I}},2})}{N_{0,2}^{3}}}}}} | {\displaystyle {\sqrt {{\frac {n_{1}}{T_{1}^{2}}}+{\frac {n_{2}}{T_{2}^{2}}}}}} |
| Natürlicher Logarithmus des Verhältnisses zweier kumulativer Inzidenzen/Inzidenzdichten. Um die Grenzen des 95-%-Konfidenzintervalls zu berechnen, muss der Punktschätzer folglich durch exp(1,96·Standardfehler) geteilt bzw. damit multipliziert werden. | {\displaystyle {\sqrt {{\frac {1}{N_{{\text{I}},1}}}-{\frac {1}{N_{0,1}}}+{\frac {1}{N_{{\text{I}},2}}}-{\frac {1}{N_{0,2}}}}}}                               | {\displaystyle {\sqrt {{\frac {1}{n_{1}}}+{\frac {1}{n_{2}}}}}}                 |